# Casa Isaac T. Hopper
La Casa Isaac T. Hopper (en inglés: Isaac T. Hopper House) es una casa histórica ubicada en Nueva York, Nueva York. La Casa Isaac T. Hopper se encuentra inscrita como un Hito Histórico Neoyorquino en la Comisión para la Preservación de Monumentos Históricos de Nueva York al igual que en el Registro Nacional de Lugares Históricos desde el 22 de mayo de 1986.

## Ubicación
La Casa Isaac T. Hopper se encuentra dentro del condado de Nueva York en las coordenadas 40°43′39″N 73°59′19″O / 40.7275, -73.988611.